# Szolnok Soldiers
I Szolnok Soldiers sono stati una squadra di football americano di Szolnok, in Ungheria; fondati nel 2006, nel 2015 si sono fusi con i Debrecen Gladiators, mantenendo il nome societario dei Soldiers e quello di gioco dei Gladiators.

## Dettaglio stagioni

### Amichevoli
| Stagione | Vin | Par | Per | Tot | PF | PS | avversaria                          |
| -------- | --- | --- | --- | --- | -- | -- | ----------------------------------- |
| 2006     | 2   | 1   | 0   | 3   | 46 | 13 | Budapest Black Knights, Eger Heroes |
| Totale   | 2   | 1   | 0   | 3   | 46 | 13 |                                     |

### Tornei nazionali

#### Campionato

##### MAFL/Divízió I (primo livello)
| Stagione | regular season | regular season | regular season | regular season | regular season | regular season | playoff | playoff | playoff | playoff | playoff | playoff   | playoff            |
|          | Vin            | Par            | Per            | Tot            | PF             | PS             | Vin     | Per     | Tot     | PF      | PS      | risultato | avversaria         |
| -------- | -------------- | -------------- | -------------- | -------------- | -------------- | -------------- | ------- | ------- | ------- | ------- | ------- | --------- | ------------------ |
| 2006     | 1              | 0              | 3              | 4              | 60             | 67             | -       | -       | -       | -       | -       | -         | -                  |
| 2007     | 0              | 0              | 4              | 4              | 41             | 106            | -       | -       | -       | -       | -       | -         | -                  |
| 2008     | 2              | 0              | 3              | 5              | 55             | 139            | -       | -       | -       | -       | -       | -         | -                  |
| 2010     | 2              | 0              | 4              | 6              | 55             | 210            | -       | -       | -       | -       | -       | -         | -                  |
| 2011     | 3              | 0              | 3              | 6              | 92             | 90             | 0       | 1       | 1       | 6       | 16      | Wild Card | Békéscsaba Raptors |
| Totale   | 8              | 0              | 17             | 25             | 303            | 612            | 0       | 1       | 1       | 6       | 16      |           |                    |

Fonti: Enciclopedia del Football - A cura di Massimo Mezzetti

##### Divízió II (secondo livello)/Divízió I (secondo livello)
| Stagione | regular season | regular season | regular season | regular season | regular season | regular season | playoff | playoff | playoff | playoff | playoff | playoff    | playoff        |
|          | Vin            | Par            | Per            | Tot            | PF             | PS             | Vin     | Per     | Tot     | PF      | PS      | risultato  | avversaria     |
| -------- | -------------- | -------------- | -------------- | -------------- | -------------- | -------------- | ------- | ------- | ------- | ------- | ------- | ---------- | -------------- |
| 2009     | 3              | 0              | 1              | 4              | 54             | 24             | 1       | 1       | 2       | 38      | 28      | Semifinale | Zala Predators |
| 2012     | 1              | 0              | 4              | 5              | 28             | 118            | -       | -       | -       | -       | -       | -          | -              |
| 2013     | 0              | 0              | 6              | 6              | 30             | 234            | -       | -       | -       | -       | -       | -          | -              |
| Totale   | 4              | 0              | 11             | 15             | 112            | 376            | 1       | 1       | 2       | 38      | 28      |            |                |

Fonti: Enciclopedia del Football - A cura di Massimo Mezzetti

##### Divízió II (terzo livello)
| Stagione | regular season | regular season | regular season | regular season | regular season | regular season | playoff | playoff | playoff | playoff | playoff | playoff   | playoff         |
|          | Vin            | Par            | Per            | Tot            | PF             | PS             | Vin     | Per     | Tot     | PF      | PS      | risultato | avversaria      |
| -------- | -------------- | -------------- | -------------- | -------------- | -------------- | -------------- | ------- | ------- | ------- | ------- | ------- | --------- | --------------- |
| 2014     | 1              | 0              | 3              | 4              | 28             | 118            | 0       | 1       | 1       | 0       | 21      | Wild Card | Újbuda Rebels 2 |
| Totale   | 1              | 0              | 3              | 4              | 28             | 118            | 0       | 1       | 1       | 0       | 21      |           |                 |

Fonti: Enciclopedia del Football - A cura di Massimo Mezzetti

#### Coppa
| Stagione | regular season | regular season | regular season | regular season | regular season | regular season | playoff | playoff | playoff | playoff | playoff | playoff   | playoff    |
|          | Vin            | Par            | Per            | Tot            | PF             | PS             | Vin     | Per     | Tot     | PF      | PS      | risultato | avversaria |
| -------- | -------------- | -------------- | -------------- | -------------- | -------------- | -------------- | ------- | ------- | ------- | ------- | ------- | --------- | ---------- |
| 2006     | 0              | 0              | 2              | 2              | 9              | 123            | -       | -       | -       | -       | -       | -         | -          |
| Totale   | 0              | 0              | 2              | 2              | 9              | 123            | -       | -       | -       | -       | -       |           |            |

Fonti: Enciclopedia del Football - A cura di Massimo Mezzetti

### Riepilogo fasi finali disputate
| Anno           | Luogo | Evento     | Fase del torneo | Incontro                              | Risultato |
| 4 luglio 2009  |       | Divízió II | Semifinale      | Zala Predators - Szolnok Soldiers     | 28 - 18   |
| 18 giugno 2011 |       | Divízió I  | Wild Card       | Békéscsaba Raptors - Szolnok Soldiers | 16 - 6    |
| 2014           |       | Divízió II | Wild Card       | Újbuda Rebels 2 - Szolnok Soldiers    | 21 - 0    |